# Langwasser Nord (metropolitana di Norimberga)
La stazione di Langwasser Nord è una stazione della metropolitana di Norimberga, servita dalla linea U1.

## Storia
La stazione di Langwasser Nord venne attivata il 1º marzo 1972, come parte della prima tratta della metropolitana di Norimberga, compresa fra le stazioni di Langwasser Süd e di Bauernfeindstraße.

## Interscambi
- Fermata autobus[2]